# Messerattacke in Southport
Die Messerattacke in Southport war ein Amoklauf am 29. Juli 2024 in der nordwestenglischen Stadt Southport. Bei dem Messerangriff wurden drei Mädchen im Alter von 6, 7 und 9 Jahren getötet und zehn weitere Personen, darunter acht Mädchen, zum Teil schwer verletzt. Als Täter wurde ein Jugendlicher festgenommen, der laut Innenministerin Yvette Cooper seit Jahren bei mehreren Behörden als Gewalttäter bekannte 17-Jährige Axel Rudakubana, dem dreifacher Mord und zehnfacher Mordversuch vorgeworfen wurden. Die Polizei schloss nach ersten Ermittlungen einen terroristischen Hintergrund zunächst aus, gestand aber im Oktober 2024 ein, dass der Täter nach Fund islamistischen Propagandamaterials auch wegen einer terroristischen Straftat angeklagt wurde.
Infolge des Verbrechens kam es in Southport und in den Folgetagen auch an anderen Orten im Vereinigten Königreich zu teils gewaltsamen Demonstrationen durch Anhänger der rechtsextremistischen Gruppierungen Patriotic Alternative und English Defence League. Viele Polizisten wurden verletzt, mehr als 400 Personen festgenommen. Auslöser der Unruhen waren vermutlich Falschmeldungen in sozialen Netzwerken über die Identität und den vermuteten islamistischen Hintergrund des Täters.

## Tathergang
Die Messerattacke ereignete sich am 29. Juli 2024 gegen Mittag in einem kommunalen Gemeindezentrum im Vorort Blowick am östlichen Rand von Southport. In dem Gemeindezentrum wurde zu Beginn der Sommerferien ein Tanz- und Yoga-Workshop mit dem Thema Taylor Swift für Kinder im Alter von 6 bis 11 Jahren angeboten. An dem Kurs nahmen insgesamt 25 Kinder teil.
Der Täter fuhr um 11:45 Uhr mit einem Taxi vor dem Gemeindezentrum vor. Er begann bei Betreten des Gebäudes wahllos auf die Anwesenden einzustechen. Einigen Betreuern gelang es, Kinder aus dem Gebäude zu retten, aber insgesamt wurden elf Kinder und zwei Erwachsene durch Messerstiche verletzt. Zwei Kinder, ein sechsjähriges und ein siebenjähriges Mädchen, starben noch am Tatort. Ein drittes, neun Jahre altes Mädchen erlag am 30. Juli 2024 seinen Verletzungen. Fünf der acht verletzten Kinder und die beiden Erwachsenen wurden in einem kritischen Zustand in umliegende Krankenhäuser eingeliefert.
Der Täter wurde noch am Tatort von der herbeigerufenen Polizei festgenommen. Da er zum Tatzeitpunkt minderjährig war, gab die Polizei zunächst nur wenige Details zur Person bekannt. Demnach handelte es bei dem Festgenommenen um einen siebzehnjährigen Jugendlichen aus Banks, Lancashire, einer an Southport grenzenden Gemeinde. Erst nachdem in den sozialen Netzwerken Gerüchte über einen islamistischen Hintergrund kursierten und behauptet wurde, der Täter sei 2023 als illegaler Einwanderer bzw. syrischer Bootsflüchtling in das Vereinigte Königreich gelangt, bestätigte die Polizei, dass der mutmaßliche Täter der Sohn von Einwanderern aus Ruanda ist. Er wurde im August 2006 in Cardiff, Wales, geboren; die Familie zog 2013 nach Nordwestengland. Die Familie sei christlich geprägt und in der lokalen Kirchengemeinde aktiv.
Am 1. August 2024 wurde der mutmaßliche Täter formell vor dem Crown Court in Liverpool angeklagt wegen dreifachen Mordes, zehnfachen versuchten Mordes und wegen des Besitzes einer Stichwaffe. Die Gerichtsverhandlung wurde auf den 20. Januar 2025 terminiert. Das Tatmotiv sei unklar, die Polizei schließe aber einen terroristischen Hintergrund aus. Nach Angaben der Anklage sei bei dem Tatverdächtigen Autismus diagnostiziert worden.
Im Rahmen der weiteren Ermittlungen wurde bekannt, dass der Täter wegen der Herstellung von Rizin und wegen des Besitzes islamistischen Propagandamaterials der Terrororganisation al-Qaida angeklagt werden sollte. Entgegen früherer Verlautbarungen wird der Täter deswegen auch wegen einer terroristischen Straftat angeklagt.
Am 23. Januar 2025 wurde der Täter zu einer lebenslangen Haftstrafe mit einer Mindestverbüßungsdauer von 52 Jahren verurteilt.

## Reaktionen auf das Verbrechen

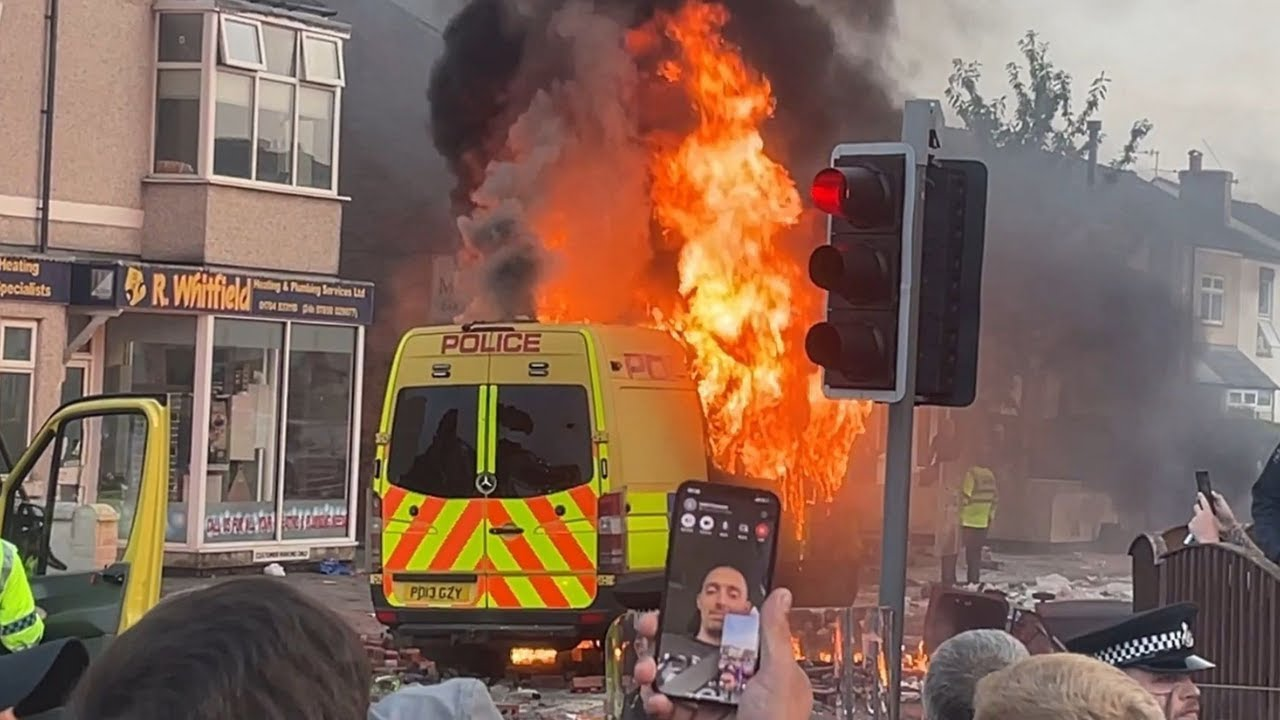
Polizei-Fahrzeug in Flammen, Southport, 30. Juli 2024

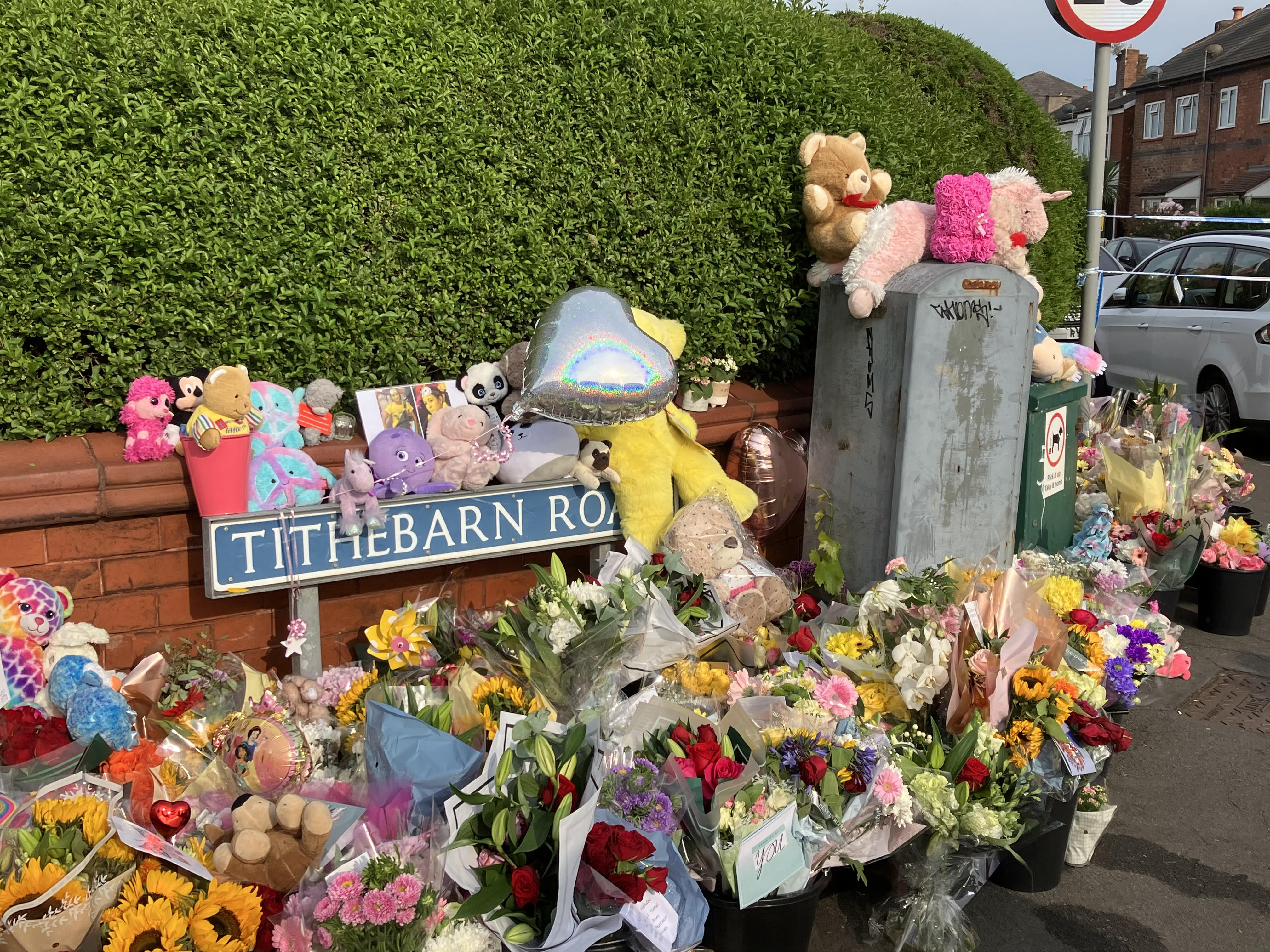
Tithebarn Rd, Southport 30. Juli 2024

Der britische Premierminister Keir Starmer zeigte sich betroffen von den „grausamen Nachrichten“. Bei einem Besuch in Southport am 30. Juli sagte Starmer, das ganze Land stehe unter Schock. Zuvor hatte bereits Innenministerin Yvette Cooper den Tatort besucht und Blumen niedergelegt. Auch König Charles III. und Queen Camilla zeigten sich von dem „absolut grausamen Messerangriff zutiefst geschockt“, ähnlich reagierten der Prince of Wales und seine Ehefrau in einem Beitrag im sozialen Netzwerk X. Auch die portugiesische Regierung kondolierte, da die Familie des neunjährigen Opfers von der portugiesischen Insel Madeira stammt.
Die US-Sängerin Taylor Swift, der der Kinder-Workshop in Southport gewidmet war, schrieb auf Instagram: „Das Grauen des gestrigen Anschlags in Southport spült unaufhörlich über mich hinweg, und ich stehe völlig unter Schock.“ Ihre Fans – sogenannte „Swifties“ – spendeten mehrere hunderttausend Pfund für die Opfer der Attacke.
Am Abend des 30. Juli kamen mehrere hundert Menschen zu einer Gedenkveranstaltung an der Atkinson Art Gallery and Library im Zentrum von Southport zusammen. Viele hatten Blumen, Stofftiere und Beileidsbekundungen am Tatort als Anteilnahme hinterlegt.
Nur wenige Stunden nach der Mahnwache kam es in Southport zu schweren Ausschreitungen. Die Krawalle richteten sich zuerst gegen eine Moschee: Das Gebäude wurde mit Gegenständen, darunter Ziegelsteinen, beworfen. Die anrückende Polizei wurde von Randalierern angegriffen; ein Einsatzfahrzeug wurde in Brand gesetzt, 39 Polizisten mussten ärztlich versorgt werden. Bei den Gewalttätern handelte es sich hauptsächlich um rechtsradikale Hooligans der English Defence League, die nach Ansicht der Polizei von Merseyside vermutlich durch Fake News im Internet zu den islamfeindlichen Ausschreitungen hingerissen worden waren. Auf dem Netzwerk X wurde zuvor ein Migrant mit arabisch klingendem Namen als Täter bezeichnet. Diese Meldung ging von einem Fakeaccount aus und wurde unter anderem von der rechtsextremen Gruppe Patriotic Alternative verbreitet. Mehrere Experten halten dabei eine russische Einflussnahme für möglich, beispielsweise über die Internetseite Channel 3 Now, die Meldungen im Sinne des Kreml verbreitet. Die Krawalle in Southport wurden von der britischen Regierung scharf verurteilt. Premierminister Keir Starmer erklärte, die Randalierer hätten das Gedenken an die Opfer des Messerangriffs mit Gewalt und Ausschreitungen gekapert; sie werde die volle Härte des Gesetzes treffen.

## Weitere Unruhen

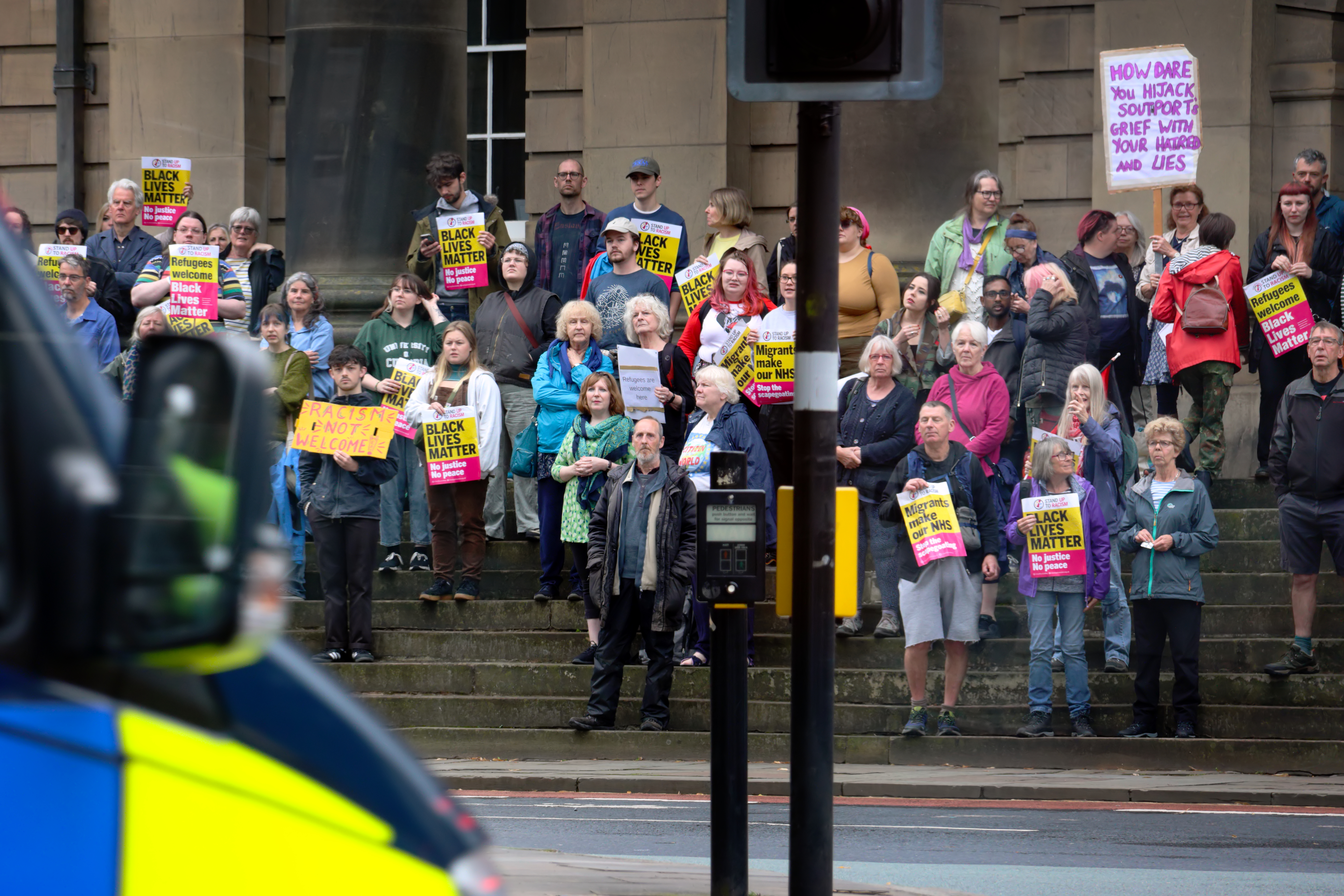
Demonstration gegen Rassismus in Lancaster am 4. August 2024

In den Tagen nach der Messerattacke kam es in weiteren britischen Städten zu teils gewaltsamen Protesten von islamfeindlichen und rechtsradikalen Gruppen. Ungeachtet der Offenlegung der Identität des mutmaßlichen Täters durch das Liverpooler Gericht wurde weiterhin das Verbrechen zum Anlass für Demonstrationen gegen die Migrationspolitik der britischen Regierung genommen, teilweise fanden Kundgebungen vor Asylunterkünften und Angriffe darauf statt.
Am 31. Juli 2024 kam es bei einer Demonstration unter dem Motto „Enough is enough“ („Genug ist genug“) nahe der Londoner Downing Street, dem Amtssitz des Premierministers, zu gewaltsamen Ausschreitungen zwischen Rechtsradikalen und der Polizei, bei denen über 100 Demonstranten vorübergehend festgenommen wurden. In den Folgetagen wurden aus zahlreichen Städten im Vereinigten Königreich anti-islamische Demonstrationen vermeldet, die unter anderem in der nordostenglischen Stadt Hull und im nordirischen Belfast zu Randalen geführt hatten. Dabei gab es auch zunehmend Gegendemonstrationen antifaschistischer und antirassistischer Gruppen. 
Premierminister Starmer verurteilte die Ausschreitungen als „rechtsextremes Rowdytum“ und kündigte an, die Gewalttäter zur Rechenschaft zu ziehen. Bis zum 9. August stieg die Zahl der Festgenommenen auf mehr als 700.
Die rechtsradikalen Proteste gelten als die schwersten Unruhen im Vereinigten Königreich seit den Ausschreitungen im Jahr 2011 und stellen eine erste Bewährungsprobe für die Anfang Juli 2024 gewählte Regierung von Keir Starmer dar.